# Crassula tillaea
Crassula tillaea là một loài thực vật có hoa trong họ Crassulaceae. Loài này được Lest.-Garl. miêu tả khoa học đầu tiên năm 1903.